# Tony Chimel

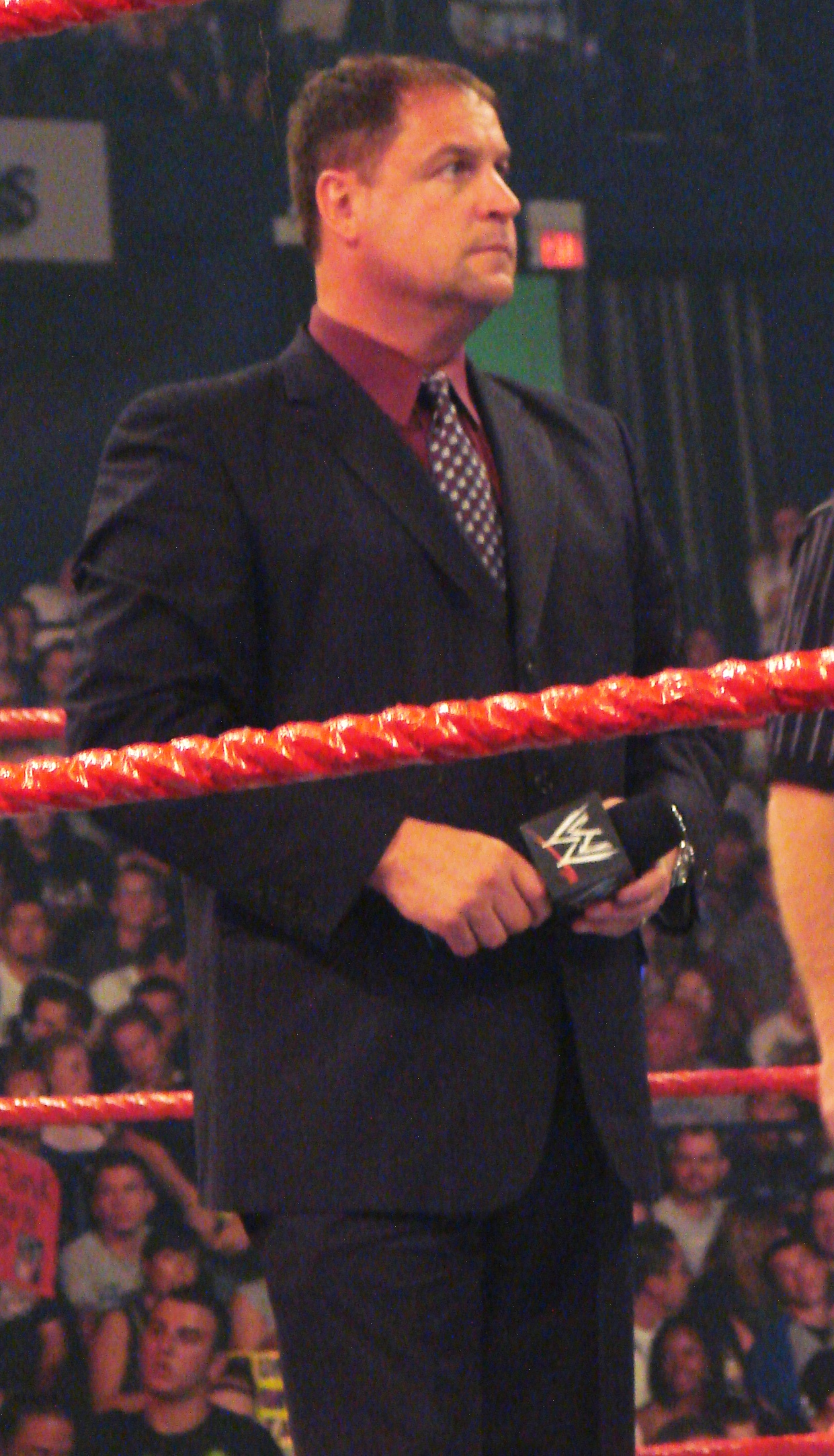
Chimel im WWE-Ring

Anthony „Tony“ Chimel (* 11. Oktober 1967 in Cherry Hill, New Jersey) ist ein US-amerikanischer Ringsprecher, welcher zuletzt bei der WWE unter Vertrag stand.

## Karriere

### Anfänge (1991–1999)
Zu Beginn arbeitete Chimel als Ringtechniker bei der WWE. Ab 1991 begann er als Ringsprecher zu arbeiten, wo er meistens als Ersatz von Howard Finkel und bei Houseshows auftrat, die nicht im Fernsehen übertragen wurden. 

### SmackDown (1999–2007)
Seit der Einführung von SmackDown im Jahre 1999 arbeitete Chimel als Ringsprecher. Im selben Jahr besiegte er Howard Finkel in einem Tuxedo-Match um das Recht, als SmackDown-Ringsprecher arbeiten zu dürfen. 
Im Jahr 2004 verlangte der SmackDown-General Manager Kurt Angle eine Entschuldigung von Chimel. Er erfüllte die Bedingung, wurde jedoch daraufhin trotzdem von Angle entlassen. Kurz darauf wurde er von Vince McMahon wieder eingestellt. 
Zwischen 2005 und 2007 war Chimel in einer kleinen Fehde mit Mr. Kennedy involviert. Kennedy behauptete, dass er seinen Namen nicht mit genügend Respekt ankündigte. 
Am 22. Dezember 2006 kündigte er The Boogeymans Namen zu enthusiastisch an, woraufhin dieser Chimel zwang, Würmer in den Mund zu nehmen. Chimel flüchtete daraufhin aus dem Ring. Diese Auszeit nutzte er, um sich von seiner Rückenverletzung zu erholen und mehr Zeit mit seiner Familie zu verbringen. Er wurde für diese Zeit von ECW-Ringsprecher Justin Roberts vertreten. Am 13. April 2007 kehrte Chimel zu SmackDown zurück.

### Verschiedene Brands (2007–2015)
Im Jahr 2007 tauschte Chimel mit Justin Roberts und wurde Ringsprecher der ECW. Ab dem 30. April 2009 wurde er zusätzlich Ringsprecher von WWE Superstars. Nachdem Roberts SmackDown verließ und zu Raw wechselte, kehrte Chimel zu SmackDown zurück. 
Im Dezember 2011 ersetzte die zurückgekehrte Lilian Garcia Chimel als Ringsprecher bei SmackDown, woraufhin er zu WWE NXT wechselte. 
Bis Juni 2014 war er der Ringsprecher bei WWE Main Event, auch arbeitete er bei Houseshows und bei WWE Saturday Morning Slam. Er hatte noch einige Kurzauftritte bei Raw und SmackDown, trat ansonsten jedoch nicht mehr regelmäßig im Fernsehen auf.

### Sporadische Auftritte (seit 2015)
Daraufhin kündigte Chimel eine TV-Pause bei der WWE an und arbeitete nur noch bei Houseshows als Ringsprecher. Trotzdem hatte er noch ein paar wenige Kurzauftritte bei Liveshows, meistens um Edge und Christian mit seiner speziellen Art anzukündigen. Am 9. November 2020 wurde Chimel von der WWE entlassen.

## Privatleben
Chimel benannte seinen Sohn Joey Chimel nach Joey Marella, einem ehemaligen Ringtechniker und Ringrichter, der am 4. Juli 1994 bei einem Autounfall ums Leben kam.